# Baia Pine Island
La baia Pine Island è una baia larga circa 48 km e lunga 64, situata davanti alla costa di Eights, nella parte occidentale della Terra di Ellsworth, in Antartide. In particolare la baia si trova all'estremità sud-orientale del mare di Amundsen ed al suo interno si riversa uno dei più grandi flussi di ghiaccio dell'Antartide, ossia quello del ghiacciaio Pine Island, il quale forma una vasta lingua glaciale che copre buona parte della superficie della baia.

## Storia
La baia Pine Island è stata mappata grazie a foto aeree scattate dalla marina militare statunitense nel dicembre 1946, durante l'operazione Highjump, ed è stata così battezzata dal Comitato consultivo dei nomi antartici in onore della USS Pine Island, una nave appoggio idrovolanti che durante la stessa operazione, in cui fungeva da nave ammiraglia del reparto orientale, esplorò la zona della baia.